# Маккензи, Джон, 5-й граф Кромарти
Джон Рори Грант Маккензи, 5-й граф Кромарти (англ. John Ruaridh Grant Mackenzie, 5th Earl of Cromartie; род. 12 июня 1948 года) — шотландский инженер-геолог и пэр. В настоящее время он является главой клана Маккензи.

## Ранняя жизнь
Родился 12 июня 1948 года. Единственный сын Родерика Маккензи, 4-го графа Кромарти (1904—1989), и его второй жены, Ольги (урожденной Лоуренс) Мендосы (? — 1996). От первого брака его отца с Дороти Даунинг Портер у него есть две старшие сводные сестры, леди Джулия Блант-Маккензи и леди Гилеан Блант-Маккензи.
Его бабушка по отцовской линии была леди Сибелл Лилиан Маккензи, графиня Кромарти, которая вышла замуж за его деда, подполковника Эдварда Уолтера Бланта, позже Бланта-Маккензи (старший сын генерал-майора Чарльза Харриса Бланта из Эддербери-Манор).
Он получил образование в школе Раннох в Пертшире и в Университете Стратклайда в Глазго, Ланаркшир, Шотландия .

## Карьера
Лорд Кромарти зарегистрирован в качестве члена Института инженеров-взрывотехников (M. I. Exp.E.) в качестве инженера-взрывотехника.
Занимал должность вождя клана Маккензи с 1980 года, написал книгу Избранные восхождения на Скай, вышедшую в 1982 году.
13 декабря 1989 года после смерти своего отца Джон Маккензи унаследовал титулы 5-го барона Каслхейвена из Каслхейвена, 5-го виконта Тарбата из Тарбата, 5-го барона Маклауда из замка Леод и 5-го графа Кромарти.
Резиденция графа находится в замке Леод, Стратпеффер, Росс-шир.

## Личная жизнь
В 1973 году Кромарти женился на Хелен Мюррей, дочери Джона Мюррея, сталевара из Ланаркшира, и развелся с ней в 1983 году. у них был один сын:
- Достопочтенный Кеннет Маккензи (19 января 1980 — 6 марта 1980), умерший в младенчестве[3].

В 1985 году он женился на Джанет Клэр Харли (род. 19 мая 1955), дочери Кристофера Джеймса Харли из Стратпеффера, Росс-Шир. У них двое сыновей:
- Колин Рори Маккензи, виконт Тарбат (род. 7 сентября 1987), старший сын и преемник отца[3]
- Достопочтенный Аласдер Кенелм Стюарт Маккензи (род. 6 декабря 1989)[3].